# Белизийски долар
Вижте пояснителната страница за други значения на долар.
Белизийският долар (на английски: Belize dollar) е официалната валута в Белиз. Дели се на 100 цента.

## Монети
Има монети от 1, 5, 10, 25, 50 цента и 1 долар.

## Банкноти
Емитират се банкноти от 2, 5, 10, 20, 50 и 100 долара.